# Włodzimierz Śniecikowski
Włodzimierz Śniecikowski (ur. 26 lipca 1953 w Gostyninie, zm. 20 sierpnia 2022 tamże) – polski polityk i samorządowiec, od 1996 do 2014 burmistrz Gostynina.

## Życiorys
Ukończył studia na Uniwersytecie Warmińsko-Mazurskim w Olsztynie na kierunku kształtowania środowiska.
W latach 1994–1996 przewodniczący Rady Miejskiej w Gostyninie, a od 1996 burmistrz miasta Gostynina.
W 1996 Rada Miejska w Gostyninie podjęła decyzję o przerwaniu kadencji ówczesnemu burmistrzowi Andrzejowi Robackiemu ze względu na niegospodarność i nieodpowiednio zabezpieczające miasto umowy z wykonawcami hali przy szkole podstawowej nr 5 oraz remontującej wiadukt. Rada wybrała jednocześnie Włodzimierza Śniecikowskiego na jego następcę, który do tego momentu pełnił funkcję Przewodniczącego Rady Miasta. Ten wybór rada ponowiła po rozpoczęciu się kolejnej kadencji w 1998. Po zmianie ordynacji wyborczej w 2002, Włodzimierz Śniecikowski, kandydując z ramienia KW Gostynińskiej Wspólnoty Samorządowej wygrał w I turze wyborów (uzyskał wtedy 54,67% głosów mieszkańców). W 2006 ponownie został przez mieszkańców wybrany na burmistrza Gostynina w I turze, uzyskując wynik 66,51% głosów. W wyborach samorządowych 2010 mieszkańcy znów go wybrali burmistrzem. Śniecikowski ponownie wygrał wybory w I turze, uzyskując 73,40% głosów.
Głównym działaniem Śniecikowskiego była realizacja jego pomysłu, budowy tzw. Term gostynińskich, największego obiektu balneologiczno-rekreacyjnego w Polsce. Obiekt powstał do tej pory jedynie na papierze. Powodem wstrzymania inwestycji było brak dotacji z Unii Europejskiej oraz raport Najwyżej Izby Kontroli. NIK w związku z inwestycją zarzuca włodarzom miasta niegospodarność, wysokie ryzyko niezrealizowania przedsięwzięcia w formule partnerstwa publiczno-prywatnego, złe przygotowanie koncepcji i niewłaściwe prowadzenie negocjacji. Zarzuty NIK dotyczą również partnera prywatnego. W sprawie term Agencja Bezpieczeństwa Wewnętrznego złożyła zawiadomienie w Prokuraturze Okręgowej w Płocku. Agencja oparła się na wynikach kontroli NIK.
W 2018 ponownie ubiegał się o stanowisko burmistrza z ramienia KW Gostynińskiej Wspólnoty Samorządowej. Przeszedł do II tury lecz przegrał w niej z urzędującym burmistrzem Pawłem Kalinowskim z PiS wynikiem 35,78% do 64,22%. Zmarł 20 sierpnia 2022 roku. Pochowany został na cmentarzu w Gostyninie. 

### Wyrok
Dnia 16 sierpnia 2013 roku Sąd Rejonowy w Gostyninie skazał burmistrza Śniecikowskiego na 9 miesięcy w zawieszeniu na trzy lata za prowadzenie samochodu w stanie nietrzeźwości. Ponadto sąd nałożył na burmistrza trzyletni zakaz prowadzenia pojazdów mechanicznych oraz obłożył go grzywną. 17 stycznia 2014 roku Sąd Okręgowy w Płocku utrzymał wyrok w mocy. Wyrok ten uprawomocnił się. Burmistrz został skazany, ponieważ 23 grudnia 2011 roku został zatrzymany przez policję, prowadząc samochód z 2,74 promila alkoholu w organizmie.

### Referendum 2013
15 września 2013 roku odbyło się referendum w sprawie odwołania urzędującego burmistrza Włodzimierza Śniecikowskiego. Aby wynik referendum był wiążący spośród uprawnionych 15 534 osób, udział w głosowaniu musiało wziąć 4 479. Ostatecznie w referendum wzięło udział 3 705 osób w związku z czym jego wynik nie był prawomocny (94,3% za odwołaniem; 2,7% przeciwko odwołaniu; 3% głosy nieważne).

## Odznaczenia, nagrody, wyróżnienia
- Tytuły: „Najbardziej Podziwiany Burmistrz Roku 2007”, „Najlepszy Burmistrz Roku 2010” oraz „Najlepszy Burmistrz Roku 2011”
- Srebrny Krzyż Zasługi (2005)[7]
- Innowator dla Najbardziej Podziwianych Samorządowców (2008)[8]
- Złoty Krzyż Zasługi (2011)[9]

## Życie prywatne
Miał żonę, dwie córki i dwoje wnuków.